# Osmium-190
Osmium-190 of 190Os is een stabiele isotoop van osmium, een overgangsmetaal. Het is een van de zes stabiele isotopen van het element, naast osmium-184, osmium-187, osmium-188, osmium-189 en osmium-192. De abundantie op Aarde bedraagt 26,26%. Daarnaast komt ook de langlevende radio-isotoop osmium-186 op Aarde voor.
Osmium-190 kan ontstaan door radioactief verval van renium-190, iridium-190 of platina-190.
{\displaystyle {\ce {{^{190}_{75}Re}->{^{190}_{76}Os}+{e^{-}}+{\bar {\nu }}_{e}}}}
{\displaystyle {\ce {{^{190}_{77}Ir}->{^{190}_{76}Os}+{e^{+}}+{\nu }_{e}}}}
{\displaystyle {\ce {{^{190}_{78}Pt}->{^{186}_{76}Os}+\,_{2}^{4}\alpha }}}
161Os · 162Os · 163Os · 164Os · 165Os · 166Os · 167Os · 168Os · 169Os · 170Os · 171Os · 172Os · 173Os · 174Os · 175Os · 176Os · 177Os · 178Os · 179Os · 180Os · 181Os · 181m1Os · 181m2Os · 182Os · 183Os · 183mOs · 184Os · 185Os · 185m1Os · 185m2Os · 186Os · 187Os · 188Os · 189Os · 189mOs · 190Os · 190mOs · 191Os · 191mOs · 192Os · 192mOs · 193Os · 194Os · 195Os · 196Os · 197Os · 198Os · 199Os · 200Os · 201Os · 202Os · 203Os